# Vihtasaari (ö i Norra Savolax, Kuopio)
Vihtasaari är en ö i Finland. Den ligger i sjön Juurusvesi och Akonvesi och i kommunen Siilinjärvi i den ekonomiska regionen  Kuopio ekonomiska region  och landskapet Norra Savolax, i den centrala delen av landet, 400 km norr om huvudstaden Helsingfors. Öns area är 8,4 hektar och dess största längd är 390 meter i sydöst-nordvästlig riktning.